# Hellmut Müller-Celle
Hellmut Müller-Celle (* 1903; † 1982) war ein deutscher Architekt, Tänzer und Maler.

## Biografie
Hellmut Müller-Celle wurde 1903 in Verden geboren und starb 1982 in Fischerhude.
Er studierte zunächst Kunstgeschichte und Architektur in München, danach bei Mary Wigman in Berlin Ausdruckstanz. 1926 lernte er in Berlin seinen Lebenspartner, den Maler Helmuth Westhoff, kennen und kam im selben Jahr zu ihm nach Fischerhude, wo er auch dessen Schwester, der Bildhauerin Clara Westhoff-Rilke, begegnete.
Von 1931 bis 1938 war er Solotänzer an deutschen Opernhäusern, u. a. in Düsseldorf. Danach lebte er einige Jahre als Ballett-Lehrer und technischer Zeichner in Kanada und wurde schließlich Dozent für deutsche Literatur an der Technischen Hochschule Bremen. Bei aller Vielseitigkeit seiner Talente blieb die Malerei das Zentrum seiner Arbeit. Er malte aus Freude am Arbeiten in freier Natur Landschaftsmotive in Kanada, auf Ischia und in Fischerhude; weitere Sujets waren Tierstudien, Blumenpastelle und auch Entwürfe für Bühnenbilder und -kostüme.
1954 zog er nach Fischerhude, wo er gemeinsam mit Helmuth Westhoff ein Atelier hatte und mit dem er bis zu dessen Tod zusammenlebte. Beide bildeten zusammen mit Clara Westhoff den geistigen Mittelpunkt Fischerhudes,  Gäste und Freunde aus nah und fern fanden sich dort in der Liebe zu Literatur und Bildender Kunst zusammen.
Hellmut Müller-Celle wurde in Fischerhude im Familiengrab der Familie Rilke beigesetzt.

## Ausstellungen in der Worpsweder Galerie Cohrs-Zirus
- 2008: Eine Fischerhuder Malerfreundschaft – Helmuth Westhoff und Hellmut Müller-Celle
- 2003: Hellmut Müller-Celle – Ein Fischerhuder Maler
- 1980: Hellmut Müller-Celle – Handzeichnungen, Aquarelle, Ölbilder
- 1976: Hellmuth Müller-Celle – Skizzen eines Kanadaaufenthaltes